# Eleucadio
San Eleucadio (f. 112) es un santo del siglo II venerado por la Iglesia católica y la Ortodoxa. 
Eleucadio fue un griego que se convirtió en el cristianismo por San Apolinar. Fue obispo de Rávena desde 100 a 112 sucediendo a San Aderito.